# Skleron
Skleron – stop glinu zawierający 12% cynku oraz 3% miedzi. Ten stop charakteryzuje się dużą wytrzymałością mechaniczną, stąd jego zastosowanie w przemyśle samochodowym oraz okrętowym.